# Шарма, Нилаканта
Нилаканта Шарма (хинди नीलकांत शर्मा; род. 2 мая 1995, Восточный Импхал, Манипур) — индийский хоккеист на траве, полузащитник сборной Индии. Бронзовый призёр Олимпийских игр.

## Биография
Нилаканта Шарма родился 2 мая 1995 года в Импхале. Он начал играть в хоккей в восьмилетнем возрасте в Академии хоккея Постериор в Манипуре. В 2011 году перешёл в Академию Бхопал, чтобы получить возможность сыграть за сборную.
По воспоминаниям Шарма, в его деревне всегда был популярным хоккей на траве. Сам он заинтересовался им, глядя на своих братьев. Также на него оказал влияние его бывший тренер Коди Трайб.

## Карьера
В 2016 году на домашнем чемпионате мира среди юниоров в Лакхнау Нилаканта Шарма вошёл в состав сборной Индии, которая выиграла золотые медали.
В 2017 году Шарма дебютировал за взрослую сборную Индии в гостевом матче против Бельгии.
В 2018 году он принял участие на взрослом чемпионате мира, который также прошёл в Индии в городе Бхубанешвар. Индия проиграла на стадии четвертьфинала и заняла шестое место. При этом он не попал на ряд турниров, но по словам Шарма, он извлёк из этого пользу, так как старался улучшить свою игру.
Принял участие на летних Олимпийских играх 2020 года в Токио. Сборная Индии в групповом этапе одержала 4 победы и вышла в плей-офф со второго места. В четвертьфинале индийцы победили Великобританию со счётом 3:1, однако затем уступили будущим олимпийским чемпионам Бельгии 3:5. В матче за бронзу Индия победила Германию со счётом 5:4, впервые с московской Олимпиады в 1980 году завоевав медаль в хоккее на траве. Он сыграл во всех матчах с первых минут и отличился одним голом.